# Antonio Torres
Antonio Ignacio Torres Carrillo (ur. 23 maja 1996 w Guadalajarze) – meksykański piłkarz występujący na pozycji bramkarza, od 2023 roku zawodnik Morelii.